# (15438) Joegotobed
(15438) Joegotobed est un astéroïde de la ceinture principale.

## Description
(15438) Joegotobed est un astéroïde de la ceinture principale. Il fut découvert le 17 novembre 1998 aux Monts Santa Catalina par le projet CSS. Il présente une orbite caractérisée par un demi-grand axe de 2,64 UA, une excentricité de 0,17 et une inclinaison de 34,0° par rapport à l'écliptique.

## Compléments